# Satellite (singolo P.O.D.)
Satellite è una canzone dei P.O.D.. Si tratta della title track del loro quarto album in studio (2001), pubblicata come singolo il 21 ottobre 2002. Ne è stato girato anche un video, che mostra la band mentre suona il brano dal vivo al Cornerstone ed anche una loro finta esibizione in un bosco.

## Tracce
1. Satellite
2. Critic
3. Youth of the Nation (Mike$ki remix)

## Formazione
- Paul "Sonny" Sandoval - voce
- Marcos Curiel - chitarra
- Mark "Traa" Daniels - basso
- Noah "Wuv" Bernardo - batteria